# بیل بردلی
بیل بردلی (به انگلیسی: Bill Bradley) سناتور سابق عضو حزب دموکرات ایالات متحده آمریکا بود. وی در سال ۱۹۷۹ تا ۱۹۹۷ میلادی سناتور ایالت نیوجرسی در سنای ایالات متحده آمریکا بود.